# Llista de topònims de Vilajuïga
Llista de topònims (noms propis de lloc) del municipi de Vilajuïga, a l'Alt Empordà
Informació actualitzada per un bot. Els canvis manuals es perdran quan s'actualitzi!

## arcada
| imatge | Nom                       | Ubicat a  | instància de | Detalls                     | coordenades                                                                            | Protecció                                  | Commons (més fotos)       | Dades a WD                    |
| ------ | ------------------------- | --------- | ------------ | --------------------------- | -------------------------------------------------------------------------------------- | ------------------------------------------ | ------------------------- | ----------------------------- |
|        | Arcada del carrer Màrtirs | Vilajuïga | arcada       | Estil: arquitectura popular | 42° 19′ 52″ N, 3° 05′ 50″ E / 42.331088°N,3.09727°E ca:Carrer dels Màrtirs, 11 54 msnm | bé integrant del patrimoni cultural català | Arcada del carrer Màrtirs | Modifica les dades a Wikidata |
|        | Arcada del carrer Unió    | Vilajuïga | arcada       | Estil: arquitectura popular | 42° 19′ 50″ N, 3° 05′ 45″ E / 42.330518°N,3.095849°E ca:Carrer de la Unió, 7 42 msnm   | bé integrant del patrimoni cultural català | Arcada del carrer Unió    | Modifica les dades a Wikidata |

## búnquer
| imatge | Nom                                        | Ubicat a  | instància de | Detalls                     | coordenades                                       | Protecció                                  | Commons (més fotos) | Dades a WD                    |
| ------ | ------------------------------------------ | --------- | ------------ | --------------------------- | ------------------------------------------------- | ------------------------------------------ | ------------------- | ----------------------------- |
|        | Búnquer de camí al cim de la Roca Miralles | Vilajuïga | búnquer      | Estil: arquitectura popular | 42° 20′ 34″ N, 3° 08′ 02″ E / 42.3427°N,3.13375°E | bé integrant del patrimoni cultural català |                     | Modifica les dades a Wikidata |
|        | Búnquers de les Omaneres                   | Vilajuïga | búnquer      | Estil: arquitectura popular | 42° 20′ 56″ N, 3° 05′ 42″ E / 42.3488°N,3.095°E   | bé integrant del patrimoni cultural català |                     | Modifica les dades a Wikidata |
|        | Búnquers del Montperdut                    | Vilajuïga | búnquer      | Estil: arquitectura popular | 42° 20′ 42″ N, 3° 06′ 33″ E / 42.3449°N,3.10927°E | bé integrant del patrimoni cultural català |                     | Modifica les dades a Wikidata |
|        | Búnquers i casamates del camí de Canyelles | Vilajuïga | búnquer      | Estil: arquitectura popular | 42° 20′ 21″ N, 3° 07′ 01″ E / 42.3391°N,3.11701°E | bé integrant del patrimoni cultural català |                     | Modifica les dades a Wikidata |

## cabana
| imatge | Nom                       | Ubicat a  | instància de | Detalls                     | coordenades                                                         | Protecció                                  | Commons (més fotos) | Dades a WD                    |
| ------ | ------------------------- | --------- | ------------ | --------------------------- | ------------------------------------------------------------------- | ------------------------------------------ | ------------------- | ----------------------------- |
|        | Corral vell de Montperdut | Vilajuïga | cabana       |                             | 42° 20′ 32″ N, 3° 06′ 13″ E / 42.3422033413121°N,3.10356621308831°E |                                            |                     | Modifica les dades a Wikidata |
|        | corral Montperdut         | Vilajuïga | cabana       | Estil: arquitectura popular | 42° 20′ 32″ N, 3° 06′ 13″ E / 42.342169°N,3.103736°E                | bé integrant del patrimoni cultural català |                     | Modifica les dades a Wikidata |

## casa
| imatge | Nom                                 | Ubicat a  | instància de | Detalls                        | coordenades                                               | Protecció                                  | Commons (més fotos)    | Dades a WD                    |
| ------ | ----------------------------------- | --------- | ------------ | ------------------------------ | --------------------------------------------------------- | ------------------------------------------ | ---------------------- | ----------------------------- |
|        | Ca la Feua                          | Vilajuïga | casa         | Estil: arquitectura popular    | 42° 19′ 53″ N, 3° 05′ 50″ E / 42.3314°N,3.09725°E 55 msnm | bé integrant del patrimoni cultural català | Ca la Feua             | Modifica les dades a Wikidata |
|        | Cal Tali                            | Vilajuïga | casa         | Estil: arquitectura popular    | 42° 19′ 32″ N, 3° 05′ 41″ E / 42.325619°N,3.094737°E      | bé integrant del patrimoni cultural català |                        | Modifica les dades a Wikidata |
|        | Can Rovira                          | Vilajuïga | casa         | Estil: noucentisme             | 42° 19′ 38″ N, 3° 05′ 27″ E / 42.3272°N,3.09089°E         | bé integrant del patrimoni cultural català | Can Rovira (Vilajuïga) | Modifica les dades a Wikidata |
|        | casa al carrer Colom, 12            | Vilajuïga | casa         | Estil: arquitectura popular    | 42° 19′ 32″ N, 3° 05′ 41″ E / 42.325619°N,3.094737°E      | bé integrant del patrimoni cultural català | Colom 12               | Modifica les dades a Wikidata |
|        | casa al carrer de Sant Sebastià, 37 | Vilajuïga | casa         | Estil: arquitectura popular    | 42° 19′ 38″ N, 3° 05′ 39″ E / 42.327191°N,3.09403°E       | bé integrant del patrimoni cultural català | Sant Sebastià 37       | Modifica les dades a Wikidata |
|        | casa del carrer Deulofeu, 4         | Vilajuïga | casa         | Estil: arquitectura modernista | 42° 19′ 31″ N, 3° 05′ 35″ E / 42.3253°N,3.09314°E         | bé integrant del patrimoni cultural català | Deulofeu 4             | Modifica les dades a Wikidata |
|        | la Masia                            | Vilajuïga | casa         | Estil: arquitectura popular    | 42° 19′ 39″ N, 3° 05′ 43″ E / 42.3274°N,3.09518°E         | bé integrant del patrimoni cultural català | La Masia (Vilajuïga)   | Modifica les dades a Wikidata |

## castell
| imatge | Nom                  | Ubicat a  | instància de | Detalls                                  | coordenades | Protecció                                            | Commons (més fotos)  | Dades a WD                    |
| ------ | -------------------- | --------- | ------------ | ---------------------------------------- | --- | ---------------------------------------------------- | -------------------- | ----------------------------- |
|        | Castell de Miralles  | Vilajuïga | castell      | Estil: arquitectura popular              | 42° 20′ 31″ N, 3° 07′ 56″ E / 42.342°N,3.13215°E ca:Ctra. N-260, km 20,8, sobre la Roca de Miralles o Roca Pujolar 275 msnm | bé d'interès cultural bé cultural d'interès nacional |                      | Modifica les dades a Wikidata |
|        | castell de Quermançó | Vilajuïga | castell      | Estil: arquitectura popular 10th century | 42° 20′ 24″ N, 3° 05′ 31″ E / 42.34°N,3.09194444°E ca:Ctra. N-260 de Figueres a Roses, km 24,2, a uns 200 m 1200 msnm       | bé d'interès cultural bé cultural d'interès nacional | Castell de Quermançó | Modifica les dades a Wikidata |

## dolmen
| imatge | Nom                        | Ubicat a  | instància de | Detalls | coordenades | Protecció                                  | Commons (més fotos)        | Dades a WD                    |
| ------ | -------------------------- | --------- | ------------ | ------- | --- | ------------------------------------------ | -------------------------- | ----------------------------- |
|        | Dolmen Caigut I            | Vilajuïga | dolmen       |         | 42° 19′ 48″ N, 3° 07′ 44″ E / 42.33°N,3.1288888888889°E                                                            |                                            |                            | Modifica les dades a Wikidata |
|        | Dolmen Caigut II           | Vilajuïga | dolmen       |         | 42° 19′ 49″ N, 3° 07′ 49″ E / 42.330138888889°N,3.1302222222222°E                                                  |                                            |                            | Modifica les dades a Wikidata |
|        | dolmen de la Carena        | Vilajuïga | dolmen       |         | 42° 19′ 52″ N, 3° 07′ 35″ E / 42.331129°N,3.12642°E                                                                |                                            |                            | Modifica les dades a Wikidata |
|        | dolmen de la Talaia        | Vilajuïga | dolmen       |         | 42° 19′ 51″ N, 3° 07′ 30″ E / 42.330944°N,3.125056°E ca:Viarany que surt de la ctra. de Vilajuïga a Rodes 237 msnm |                                            | Dolmen de la Talaia        | Modifica les dades a Wikidata |
|        | dolmen de la Vinya del Rei | Vilajuïga | dolmen       |         | 42° 19′ 47″ N, 3° 07′ 26″ E / 42.329638888889°N,3.1238055555556°E 151 msnm                                         | bé integrant del patrimoni cultural català | Dolmen de la Vinya del Rei | Modifica les dades a Wikidata |
|        | dolmen de les Ruïnes       | Vilajuïga | dolmen       |         | 42° 19′ 52″ N, 3° 07′ 33″ E / 42.331166666667°N,3.1258333333333°E 245 msnm                                         |                                            | Dolmen de les Ruïnes       | Modifica les dades a Wikidata |
|        | dolmen del Garrollar       | Vilajuïga | dolmen       |         | 42° 19′ 49″ N, 3° 07′ 21″ E / 42.330306°N,3.122472°E 182 msnm                                                      |                                            | Dolmen del Garrollar       | Modifica les dades a Wikidata |

## edifici
| imatge | Nom                                  | Ubicat a  | instància de | Detalls                        | coordenades                                       | Protecció                                  | Commons (més fotos)                  | Dades a WD                    |
| ------ | ------------------------------------ | --------- | ------------ | ------------------------------ | ------------------------------------------------- | ------------------------------------------ | ------------------------------------ | ----------------------------- |
|        | Balneari Vilajuïga                   | Vilajuïga | edifici      | Estil: arquitectura popular    | 42° 19′ 31″ N, 3° 05′ 39″ E / 42.3253°N,3.09403°E | bé integrant del patrimoni cultural català | Balneari Vilajuïga                   | Modifica les dades a Wikidata |
|        | Caves Gelamà                         | Vilajuïga | edifici      | Estil: arquitectura popular    | 42° 19′ 36″ N, 3° 05′ 26″ E / 42.3267°N,3.09067°E | bé integrant del patrimoni cultural català | Caves Gelamà                         | Modifica les dades a Wikidata |
|        | Celler de Empordàlia                 | Vilajuïga | edifici      | Estil: arquitectura popular    | 42° 19′ 29″ N, 3° 05′ 24″ E / 42.3246°N,3.09011°E | bé integrant del patrimoni cultural català | Cooperativa Agrícola de Vilajuïga    | Modifica les dades a Wikidata |
|        | Fàbrica d'Alcohol Vínic de Vilajuïga | Vilajuïga | edifici      | Estil: arquitectura modernista | 42° 19′ 27″ N, 3° 05′ 09″ E / 42.3241°N,3.08583°E | bé integrant del patrimoni cultural català | Fàbrica d'Alcohol Vínic de Vilajuïga | Modifica les dades a Wikidata |

## entitat singular de població
| imatge | Nom               | Ubicat a  | instància de                                                                   | Detalls | coordenades                                                   | Protecció | Commons (més fotos) | Dades a WD                    |
| ------ | ----------------- | --------- | ------------------------------------------------------------------------------ | ------- | ------------------------------------------------------------- | --------- | ------------------- | ----------------------------- |
|        | Canyelles         | Vilajuïga | entitat singular de població                                                   | 0 hab   | 42° 20′ 05″ N, 3° 06′ 38″ E / 42.334629°N,3.110583°E 80 msnm  |           |                     | Modifica les dades a Wikidata |
|        | Montperdut        | Vilajuïga | entitat singular de població                                                   | 0 hab   | 42° 20′ 39″ N, 3° 05′ 56″ E / 42.344278°N,3.098778°E 122 msnm |           |                     | Modifica les dades a Wikidata |
|        | Pla d'en Satlle   | Vilajuïga | entitat singular de població                                                   | 9 hab   | 42° 19′ 26″ N, 3° 05′ 44″ E / 42.323806°N,3.095528°E 39 msnm  |           |                     | Modifica les dades a Wikidata |
|        | Pujolar           | Vilajuïga | entitat singular de població                                                   | 13 hab  | 42° 20′ 40″ N, 3° 07′ 36″ E / 42.344364°N,3.126767°E 90 msnm  |           |                     | Modifica les dades a Wikidata |
|        | Vilajuïga         | Vilajuïga | entitat singular de població ens local històric de Catalunya capital municipal | 804 hab | 42° 19′ 31″ N, 3° 05′ 35″ E / 42.32533°N,3.09302°E 32 msnm    |           |                     | Modifica les dades a Wikidata |
|        | el Veïnat de Dalt | Vilajuïga | entitat singular de població                                                   | 348 hab | 42° 19′ 51″ N, 3° 05′ 41″ E / 42.3307°N,3.09481°E 54 msnm     |           |                     | Modifica les dades a Wikidata |
|        | l'Estació         | Vilajuïga | entitat singular de població                                                   | 9 hab   | 42° 19′ 27″ N, 3° 05′ 10″ E / 42.32425°N,3.086°E 24 msnm      |           |                     | Modifica les dades a Wikidata |

## masia
| imatge | Nom              | Ubicat a  | instància de | Detalls                     | coordenades                                                         | Protecció                                  | Commons (més fotos) | Dades a WD                    |
| ------ | ---------------- | --------- | ------------ | --------------------------- | ------------------------------------------------------------------- | ------------------------------------------ | ------------------- | ----------------------------- |
|        | Can Bosc         | Vilajuïga | masia        |                             | 42° 19′ 18″ N, 3° 05′ 43″ E / 42.3217395617557°N,3.09528013277307°E |                                            |                     | Modifica les dades a Wikidata |
|        | Can Casadavall   | Vilajuïga | masia        |                             | 42° 19′ 47″ N, 3° 05′ 50″ E / 42.3298523623884°N,3.09735576912945°E |                                            |                     | Modifica les dades a Wikidata |
|        | Can Noguera      | Vilajuïga | masia        |                             | 42° 19′ 46″ N, 3° 05′ 51″ E / 42.329446962546°N,3.09750079434962°E  |                                            |                     | Modifica les dades a Wikidata |
|        | Can Palomeres    | Vilajuïga | masia        |                             | 42° 19′ 26″ N, 3° 05′ 36″ E / 42.3238845723402°N,3.09340221769969°E |                                            |                     | Modifica les dades a Wikidata |
|        | Can Pep Satlle   | Vilajuïga | masia        |                             | 42° 19′ 45″ N, 3° 06′ 23″ E / 42.3292408613635°N,3.10645794447534°E |                                            |                     | Modifica les dades a Wikidata |
|        | Can Rebequer     | Vilajuïga | masia        |                             | 42° 20′ 06″ N, 3° 06′ 36″ E / 42.3349293191761°N,3.11008483603101°E |                                            |                     | Modifica les dades a Wikidata |
|        | Casa Orgaz       | Vilajuïga | masia        | Estil: arquitectura popular | 42° 19′ 45″ N, 3° 05′ 48″ E / 42.3291°N,3.09657°E 40 msnm           | bé integrant del patrimoni cultural català | Casa Orgaz          | Modifica les dades a Wikidata |
|        | Mas Falgàs       | Vilajuïga | masia        | Estil: arquitectura popular | 42° 19′ 37″ N, 3° 05′ 24″ E / 42.3269°N,3.09013°E                   | bé integrant del patrimoni cultural català | Mas Falgàs          | Modifica les dades a Wikidata |
|        | Mas Gori         | Vilajuïga | masia        | Estil: arquitectura popular | 42° 19′ 27″ N, 3° 06′ 04″ E / 42.3242°N,3.10123°E                   | bé integrant del patrimoni cultural català |                     | Modifica les dades a Wikidata |
|        | Mas Montperdut   | Vilajuïga | masia        | Estil: arquitectura popular | 42° 20′ 40″ N, 3° 05′ 55″ E / 42.3444°N,3.09863°E                   | bé integrant del patrimoni cultural català |                     | Modifica les dades a Wikidata |
|        | Mas Pujolar      | Vilajuïga | masia        | Estil: arquitectura popular | 42° 20′ 37″ N, 3° 07′ 30″ E / 42.3435°N,3.12488°E                   | bé integrant del patrimoni cultural català |                     | Modifica les dades a Wikidata |
|        | Mas Satlle       | Vilajuïga | masia        | Estil: arquitectura popular | 42° 19′ 21″ N, 3° 06′ 00″ E / 42.3224°N,3.09992°E                   | bé integrant del patrimoni cultural català | Mas Satlle          | Modifica les dades a Wikidata |
|        | Mas de Canyelles | Vilajuïga | masia        | Estil: arquitectura popular | 42° 20′ 03″ N, 3° 06′ 37″ E / 42.3342°N,3.11021°E                   | bé integrant del patrimoni cultural català |                     | Modifica les dades a Wikidata |

## muntanya
| imatge | Nom                | Ubicat a                             | instància de | Detalls | coordenades                                                         | Protecció | Commons (més fotos)        | Dades a WD                    |
| ------ | ------------------ | ------------------------------------ | ------------ | ------- | ------------------------------------------------------------------- | --------- | -------------------------- | ----------------------------- |
|        | Montperdut         | Vilajuïga Llançà                     | muntanya     |         | 42° 20′ 44″ N, 3° 06′ 30″ E / 42.345475°N,3.10845278°E 327.1 msnm   |           |                            | Modifica les dades a Wikidata |
|        | Puig Castellar     | Vilajuïga                            | muntanya     |         | 42° 19′ 53″ N, 3° 06′ 11″ E / 42.3313°N,3.10305°E 126 msnm          |           | Puig Castellar (Vilajuïga) | Modifica les dades a Wikidata |
|        | Puig de l'Home     | Vilajuïga el Port de la Selva        | muntanya     |         | 42° 19′ 47″ N, 3° 07′ 55″ E / 42.3296°N,3.132°E 371 msnm            |           |                            | Modifica les dades a Wikidata |
|        | Puig de l'Ullastre | Vilajuïga                            | muntanya     |         | 42° 20′ 14″ N, 3° 06′ 16″ E / 42.33719167°N,3.10446944°E 238 msnm   |           | Puig de l'Ullastre         | Modifica les dades a Wikidata |
|        | Roca de Miralles   | Llançà Vilajuïga el Port de la Selva | muntanya     |         | 42° 20′ 32″ N, 3° 07′ 59″ E / 42.34221944°N,3.13311667°E 278.2 msnm |           |                            | Modifica les dades a Wikidata |
|        | Roca de l'Àliga    | Vilajuïga                            | muntanya     |         | 42° 19′ 32″ N, 3° 06′ 53″ E / 42.32562778°N,3.11470833°E 233.2 msnm |           |                            | Modifica les dades a Wikidata |

## pedrera
| imatge | Nom           | Ubicat a  | instància de | Detalls | coordenades                                                         | Protecció | Commons (més fotos) | Dades a WD                    |
| ------ | ------------- | --------- | ------------ | ------- | ------------------------------------------------------------------- | --------- | ------------------- | ----------------------------- |
|        | Pedrera Nova  | Vilajuïga | pedrera      |         | 42° 20′ 30″ N, 3° 06′ 09″ E / 42.3416460401959°N,3.10236345069359°E |           |                     | Modifica les dades a Wikidata |
|        | Pedrera Vella | Vilajuïga | pedrera      |         | 42° 20′ 17″ N, 3° 05′ 50″ E / 42.3381021499366°N,3.09716212727623°E |           |                     | Modifica les dades a Wikidata |

## Misc
| imatge | Nom                                 | Ubicat a                                                                       | instància de                              | Detalls                                          | coordenades                                                                      | Protecció                                  | Commons (més fotos)           | Dades a WD                    |
| ------ | ----------------------------------- | ------------------------------------------------------------------------------ | ----------------------------------------- | ------------------------------------------------ | -------------------------------------------------------------------------------- | ------------------------------------------ | ----------------------------- | ----------------------------- |
|        | Casa de la Vila de Vilajuïga        | Vilajuïga                                                                      | casa consistorial                         | Estil: modernisme català arquitectura modernista | 42° 19′ 39″ N, 3° 05′ 38″ E / 42.3274°N,3.09399°E                                | bé integrant del patrimoni cultural català | Antigues escoles de Vilajuïga | Modifica les dades a Wikidata |
|        | Escola Santiago Ratés               | Vilajuïga                                                                      | edifici escolar                           |                                                  | 42° 19′ 37″ N, 3° 05′ 40″ E / 42.327°N,3.09443°E                                 | bé integrant del patrimoni cultural català | Escola Santiago Ratés         | Modifica les dades a Wikidata |
|        | Estació de Vilajuïga                | Vilajuïga                                                                      | estació de ferrocarril                    |                                                  | 42° 19′ 32″ N, 3° 05′ 15″ E / 42.32563888888889°N,3.0875833333333333°E 26.6 msnm |                                            | Vilajuïga train station       | Modifica les dades a Wikidata |
|        | Granja Casadavall                   | Vilajuïga                                                                      | granja                                    |                                                  | 42° 19′ 11″ N, 3° 05′ 10″ E / 42.3196573360266°N,3.08617525423194°E              |                                            |                               | Modifica les dades a Wikidata |
|        | Parc Natural del Cap de Creus       | el Port de la Selva Llançà Palau-saverdera Pau Roses la Selva de Mar Vilajuïga | àrea protegida àrea protegida Natura 2000 | 1998-03-12 1998 Superfície: 13924.13221ha        | 42° 18′ N, 3° 13′ E / 42.3°N,3.22°E                                              |                                            | Cap de Creus Natural Park     | Modifica les dades a Wikidata |
|        | Poblat de Canyelles                 | Vilajuïga                                                                      | poblat ibèric                             |                                                  | 42° 20′ 02″ N, 3° 06′ 40″ E / 42.33375°N,3.1110277777778°E                       |                                            |                               | Modifica les dades a Wikidata |
|        | Poblat de Canyelles                 | Vilajuïga                                                                      | despoblat                                 |                                                  | 42° 20′ 03″ N, 3° 06′ 48″ E / 42.3342327743577°N,3.1132396184098°E               |                                            |                               | Modifica les dades a Wikidata |
|        | Pont Major                          | Vilajuïga                                                                      | pont                                      |                                                  | 42° 19′ 31″ N, 3° 05′ 22″ E / 42.3251935988905°N,3.08947185884567°E              |                                            |                               | Modifica les dades a Wikidata |
|        | Sant Feliu                          | Vilajuïga                                                                      | església                                  |                                                  | 42° 19′ 30″ N, 3° 05′ 35″ E / 42.325°N,3.09314°E                                 | bé integrant del patrimoni cultural català | Sant Feliu de Vilajuïga       | Modifica les dades a Wikidata |
|        | Túnel de Canyelles                  | Vilajuïga                                                                      | túnel                                     |                                                  | 42° 20′ 33″ N, 3° 07′ 12″ E / 42.3424756263186°N,3.1198950082962°E               |                                            |                               | Modifica les dades a Wikidata |
|        | creu de terme del coll de Canyelles | Vilajuïga                                                                      | creu de terme                             | Estil: arquitectura popular                      | 42° 20′ 22″ N, 3° 07′ 00″ E / 42.3395°N,3.11653°E                                | bé integrant del patrimoni cultural català |                               | Modifica les dades a Wikidata |
|        | l'Argentinar                        | Vilajuïga                                                                      | serra                                     |                                                  | 42° 19′ 54″ N, 3° 05′ 27″ E / 42.3318°N,3.09077°E                                |                                            |                               | Modifica les dades a Wikidata |